# Évry FC
Bóng đá thể thao bóng đá là một câu lạc bộ bóng đá Pháp thành lập năm 1898 và giải thể năm 2011 sau đó.
Đôi có trụ sở tại Évry, Pháp và lần cuối cùng chơi ở giải Division d'honneur ở Paris, vùng Île-de-France, giải hạng sáu của hệ thống giải bóng đá Pháp. Đội chơi ở Stade Jacques Desroys du Roure ở Évry. Vào tháng 7 năm 2008, câu lạc bộ đã đi đến thỏa thuận với câu lạc bộ gần đó ES Viry-Châtillon. Vào tháng 12 năm 2011, họ sáp nhập với đối thủ thành phố Ville d'Evry Sport Club để thành lập Évry FC.

## Huấn luyện viên đáng chú ý
- Bernard Touret (1996-2011) [4]